# Halichoanolaimus raritanensis
Halichoanolaimus raritanensis is een rondwormensoort uit de familie van de Selachinematidae.